# Hibridização fluorescente in situ

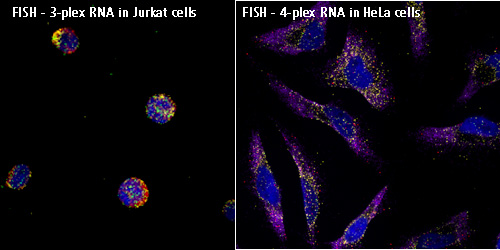
Visualização do RNA de células utilizando a técnica FISH.

A hibridização fluorescente in situ, conhecida como FISH (do inglês: fluorescence in situ hybridization), é um técnica citogenética usada para detectar e localizar a presença ou a ausência de determinadas sequências de DNA em cromossomos. Desenvolvida na década de 1980, ela utiliza sondas fluorescentes que se ligam somente às partes do cromossomo a que eles apresentem um elevado grau de complementaridade de sequência. A microscopia de fluorescência pode ser utilizada para descobrir onde a sonda fluorescente é ligada aos cromossomas. A técnica é muitas vezes usada para encontrar características específicas no DNA para uso em aconselhamento genético, medicina e na identificação das espécies. A FISH pode também ser usada para detecção e localização de alvos específicos de RNA em células circulantes, células tumorais ou amostras de tecido. Neste contexto, pode ajudar a definir os padrões espaço-temporais de expressão gênica em células e tecidos.